# طواف يوركشاير 2016
طواف يوركشاير 2016 (بالإنجليزية: Tour de Yorkshire 2016 )‏ هو سباق دراجات هوائية، وهو الموسم رقم 2 من نفس السباق، وأقيم خلال الفترة 29 أبريل 2016، وحتى 1 مايو 2016، وامتدّ لمسافة 521.5 كيلومتر، وهو أحد سباقات طواف أوروبا للدراجات 2016، وهو من نوع سباق المرحلة، وقد شارك في السباق 141 متسابقاً ووصل إلى نهايته 89 متسابقاً.
فاز فيه بالمركز الأول توماس فوكلر، وبالمركز الثاني نيكولاس روش، وبالمركز الثالث أنتوني تورجيس، والفريق الفائز في ترتيب الفرق سكاي 2016.

## الفرق
| فرق عالمية (7)- بي إم سي راسينغ - Dimension Data - Giant-Alpecin - Katusha - Lotto NL-Jumbo - Orica-GreenEDGE - Sky فرق قارية محترفة (5)- Cofidis, Solutions Crédits - Direct Énergie - ONE Pro Cycling ‏ - رومبوت تشارلز ‏ - سبورت فلاندرين بالويس 2016 ‏ فرق قارية (5)- JLT–Condor ‏ - Madison Genesis ‏ - NFTO (cycling team) ‏ - Vitus Pro Cycling Team p/b Brother UK ‏ - Team Wiggins Le Col ‏ فريق وطني- فريق المملكة المتحدة لركوب الدراجات للرجال 2016 ‏ |  |
| |  |

## المراحل
| قائمة المراحل | قائمة المراحل | قائمة المراحل                        | قائمة المراحل | قائمة المراحل | قائمة المراحل   | قائمة المراحل   |
| المرحلة       | التاريخ       | الدورة                               |               | المسافة (كم)  | الفائز بالمرحلة | القائد العام    |
| ------------- | ------------- | ------------------------------------ | ------------- | ------------- | --------------- | --------------- |
| 1             | 29 أبريل      | Beverley ‏ – Settle, North Yorkshire ‏ | مرحلة جبلية   | 187           | ديلان جروينويغن | ديلان جروينويغن |
| 2             | 30 أبريل      | أوتلي ‏ – دونكاستر                    | مرحلة مستوية  | 136.5         | داني فان بوبل   | ديلان جروينويغن |
| 3             | 1 مايو        | ميدلزبرة – سكاربورو                  | مرحلة جبلية   | 198           | توماس فوكلر     | توماس فوكلر     |

## الفائزون
| الترتيب    | الفائز          |
| ---------- | --------------- |
| الفائز     | توماس فوكلر     |
| الثاني     | نيكولاس روش     |
| الثالث     | أنتوني تورجيس   |
| حسب النقاط | ديلان جروينويغن |
| تسلق الجبل | ناثان هاس       |
| الفريق     | سكاي            |

## وصلات خارجية
- الموقع الرسمي
- طواف يوركشاير 2016 على موقع إحصائيات الدراجات الإحترافية (الإنجليزية)